# Martin Spieß

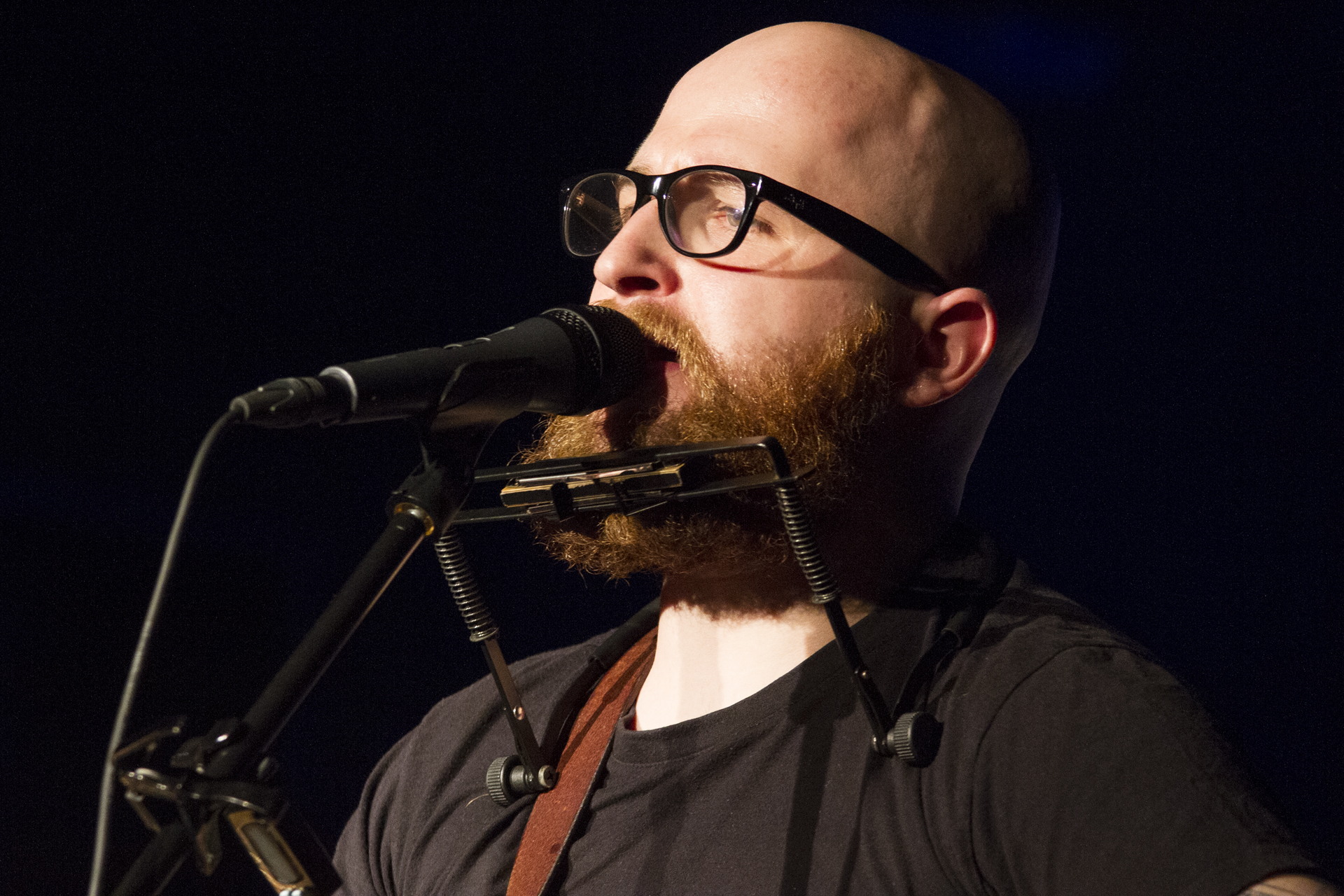
Martin Spieß bei einem Auftritt von Das Niveau (2012)

Martin Spieß (* 1981 in Dannenberg (Elbe)) ist ein deutscher Schriftsteller, Musiker und Comedian.

## Leben
Martin Spieß studierte von 2003 bis 2008 Kreatives Schreiben und Kulturjournalismus an der Universität Hildesheim. Von 2005 bis 2010 arbeitete er als Autor unter anderem für die Berliner Literaturkritik und literaturkritik.de. Er veröffentlichte unter anderem in der Financial Times Deutschland, der taz, der Intro (Zeitschrift), in Das Magazin (Deutschland), im Blog der Huffington Post Deutschland sowie im Titel-Kulturmagazin. Er schreibt regelmäßig für das Online-Magazin Zebrabutter.
2010 erschien im Birnbaum Verlag sein Debüt So weit bin ich noch nicht. Eine Heath-Ledger-Geschichte, eine fiktive Version der letzten Tage des australischen Schauspielers Heath Ledger, der im Januar 2008 in New York starb. Sein zweites Buch, der Kurzgeschichtenband Weiter Weg, erschien 2011. Sein drittes Buch war der in New York spielende Roman So weit weg wie möglich von 2014. Im Jahr 2016 erschien sein zweiter Kurzgeschichtenband Ich dreh mich lieber noch mal um und bin weit, weit weg, 2017 sein fünftes Buch Und bis es so weit ist, gibt es Eiscreme, ein Roman, der während eines Castor-Transports im Wendland spielt. 
Sein dritter Kurzgeschichtenband Fast nichts ist mehr da, fast alles weit weg und sein dritter Roman Weit weg von Zuhause, beide aus dem Jahr 2022, handeln von Menschen, die – wie Spieß selbst – mit psychischen Erkrankungen zu kämpfen haben.
Neben dem Literarischen macht er Musik und Comedy. Sein Soloprojekt, mit dem er bisher vier Langspiel-Alben veröffentlicht hat, trägt den Namen Vorband. Von 2009 bis 2015 und von 2019 bis 2024 war er eine Hälfte  des Comedy-Duos Das Niveau.
Martin Spieß lebt in Hannover.

## Veröffentlichungen
- Weit weg von Zuhause. Roman. Autumnus Verlag, Berlin 2022. ISBN 978-3-96448-057-6.
- Fast nichts ist mehr da, fast alles weit weg. Kurzgeschichten. Librikon Verlag, München 2022, ISBN 978-3-948874-03-2
- Das eine Gebot. Kurzgeschichte. Aus: Die Blutkathedrale MMXXI, hrsg. von Daniel Appel und Rudolf Inderst, Laatzen/Grasbrunn 2021.
- Berolina. Kurzgeschichte. Aus: Die Blutkathedrale, hrsg. von Daniel Appel und Rudolf Inderst, Laatzen/Grasbrunn 2020.
- Und bis es so weit ist, gibt es Eiscreme. Roman. CulturBooks Verlag, Hamburg 2017, ISBN 978-3-95988-020-6.
- Ich dreh mich lieber noch mal um und bin weit, weit weg. Kurzgeschichten. Birnbaum Verlag, Leipzig 2016, ISBN 978-3-942566-21-6.
- So weit weg wie möglich. Roman. Birnbaum Verlag, Leipzig 2014. ISBN 978-3-942566-18-6.
- Sprich "Freund" und tritt ein. Walter Benjamins Begriff der Aura am Beispiel der FIFA-Serie und der zweiten Kreisklasse im Herrenfußball. Aus: Zwischen|Welten. Atmosphären im Computerspiel, hrsg. von Christian Huberts und Sebastian Standke, vwh Verlag, Boizenburg 2014, ISBN 978-3-864880-63-6.
- Wohlan, wenn es euer Begehr ist. Aus: Irgendwas mit Schreiben. Diplomschriftsteller im Beruf, hrsg. von Jan Fischer, mikrotext, Berlin 2014, ISBN 978-3-944543-15-4.
- Martha Dolorosa. Kurzgeschichte. Aus: Re-Covered, hrsg. von Carolin Beutel, Verlag Lettrétage, Berlin 2013, ISBN 978-3981206296.
- Weiter Weg. Kurzgeschichten. Birnbaum Verlag, Leipzig 2011, ISBN 978-3-942566-01-8.
- So weit bin ich noch nicht. Eine Heath-Ledger-Geschichte. Novelle. Birnbaum Verlag, Leipzig 2010. ISBN 978-3-942566-00-1.
- Germany's Text Topmodel. conradverlag 2008, ISBN 978-3-9811490-2-9 (Zusammen mit Jan Fischer, Marcel Maas, Tilman Strasser und Lino Wirag.)
- The Thumb Thing. Aus: lit.lifestyle. 99 Produkte für ein lesenswertes Leben: Glossen über literarisch konnotierte Gegenstände. (Herausgegeben von Ariane Arndt, Steffen Martus, Stephan Porombka und Kai Splittgerber). Glück & Schiller, Hildesheim 2007. ISBN 3-938404-10-8.
- Die drei Fragezeichen, Teenage Mutant Hero Turtles und TKKG. Aus: Alte Freunde. Helden unserer Kindheit. Glück & Schiller, Hildesheim 2005. ISBN 3-938404-02-7.

## Diskographie

### Vorband
- 2022: Manchmal verspeist du den Bären, manchmal verspeist dich der Bär (Album)
- 2022: Hobbykeller (Mixtape)
- 2017: Es geht so lange gut, bis einer weint (Album)
- 2015: Haschemitenfürst (Album)
- 2013: Vorband (Album)

### Das Niveau
- 2014: Reste von morgen - Live (Live-Album)
- 2014: Niveauisationen Eins (Live-Album)
- 2013: Rockt!
- 2012: Woniniwowa (Live-Album)
- 2011: Volle Album
- 2010: Lose Album